# 中岛湖
中岛湖是一个位于中国西藏自治区班戈县的湖泊，面积约为53平方千米。